# Jošanica (miasto Zvornik)
Jošanica (cyr. Јошаница) – wieś w Bośni i Hercegowinie, w Republice Serbskiej, w mieście Zvornik. W 2013 roku liczyła 340 mieszkańców.